# Retzer Land
Das Retzer Land ist eine Kleinregion im Nordwesten des Weinviertels in Niederösterreich an den Grenzen zu Tschechien und zum Weinviertel. Es erstreckt sich über das Territorium der Gemeinden Pulkau, Retz, Retzbach, Schrattenthal und Zellerndorf.

## Geschichte
In der Habsburgermonarchie zählten das Weinviertel und das angrenzende Südmähren zu den reichsten Gebieten des Landes. Auch während der Zwischenkriegszeit gab es noch zahlreiche Kontakte, die nach dem Zweiten Weltkrieg durch die Errichtung des Eisernen Vorhanges ihr Ende fanden. Das Gebiet lag nun – ähnlich wie das nördliche Waldviertel – an einer „toten Grenze“ und hatte mit großen wirtschaftlichen Problemen und starker Abwanderung zu kämpfen.
Nach dem Fall des Eisernen Vorhangs und der Öffnung der Grenzen im Jahre 1989 rücken die auf halbem Weg zwischen Wien und Iglau liegenden Regionen aufgrund der geänderten politischen Rahmenbedingungen wieder ins Zentrum Europas und die Voraussetzungen scheinen günstig, an historische Gemeinsamkeiten anzuknüpfen.

## Verwaltung und Zielsetzung der Kleinregion
Die Kleinregion wird von der „Retzer Land“ VermarktungsgmbH verwaltet, der neben den fünf Gemeinden die „ALTHOF Consulting- u. Hotelbetriebs GmbH“, der Tourismusverein Retz, die Weingüter Retzer Land, Francesca und Gotthard Graf Pilati und der Verein „Gut gemacht Wirtschaft Retz“ als Gesellschafter angehören.
Die „Retzer Land“-Vermarktungs-GmbH war die erste Gesellschaft bundesweit, in der sich die wichtigsten Kräfte einer Kleinregion zusammengeschlossen haben und ist in ihrer Art als Vorreiter in Österreich zu betrachten. Ziel der Kleinregion ist es, aus Potenzialen des sanften Landtourismus Wert zu schöpfen. Dazu werden Angebote und Möglichkeiten dieses Gebietes überprüft, entwickelt und den jeweiligen Zielgruppen angeboten.

## Die wichtigsten Projekte (Auswahl)
- Rent a Rebstock
- Weinberglauf Retzer Land
- Retzer Erlebniskeller
- Retzer Windmühle
- Stadtführungen
- Aussichtspunkte
- Reblaus Express
- Weintour Weinviertel
- Retzer Weinwoche
- Kürbisfest im Retzer Land